# Wolfram (święty)
Wolfram, Wulfram z Sens (zm. 20 marca przed 704) – arcybiskup Sens do 695, apostoł Fryzji, uznany za świętego przez Kościół katolicki.
Pochodził z możnej rodziny frankijskiej, jego ojciec był współpracownikiem królów z dynastii Merowingów: Dagoberta I i Chlodwiga II. Wykształcony, otrzymał święcenia kapłańskie. Był dworzaninem królów Chlotara III i Teuderyka III. Ok. 687 r. wstąpił do benedyktyńskiego klasztoru Fontenelle. Nie później niż w 693 r. został mianowany arcybiskupem Sens. W 695 zrezygnował z funkcji arcybiskupa i wrócił do Fontenelle. Prawdopodobnie w okresie sprawowania urzędu arcybiskupiego wziął udział w misji wśród Fryzów: według opowieści przekazanej w jego żywocie (Vita Vulframni) był bliski ochrzczenia ich króla Radboda, ten jednak w ostatniej chwili odmówił, dowiedziawszy się, że po śmierci trafi do nieba, podczas gdy jego przodkowie będą w piekle.
Zmarł prawdopodobnie w 703 r. (do 20 marca 704 r. odnosi się wzmianka w źródłach dotycząca przenosin jego ciała w klasztorze Fontenelle), choć we wspomnianym żywocie jako data śmierci podany jest rok 720. Uznany za świętego. Na przełomie VIII i IX w. powstał jego żywot. Relikwie Wolframa przeniesiono do Abbeville w 1058 r. Jego święto obchodzone jest 20 marca.